# Вернал (Јута)
Вернал (енгл. Vernal) град је у америчкој савезној држави Јута.

## Демографија
По попису из 2010. године број становника је 9.089, што је 1.375 (17,8%) становника више него 2000. године.
| Група             | 2000.         | 2010.         |
| Белци             | 7.083 (91,8%) | 7.556 (83,1%) |
| Афроамериканци    | 14 (0,2%)     | 46 (0,5%)     |
| Азијати           | 26 (0,3%)     | 63 (0,7%)     |
| Хиспаноамериканци | 343 (4,4%)    | 1.073 (11,8%) |
| Укупно            | 7.714         | 9.089         |